# Slovak Open 2025
Die Slovak Open 2025 im Badminton fanden vom 7. bis zum 10. Mai 2025 in Bratislava statt.

## Sieger und Platzierte
| Disziplin    | Gold                            | Silber                               | Bronze                        |
| ------------ | ------------------------------- | ------------------------------------ | ----------------------------- |
| Herreneinzel | Charles Fouyn                   | Muh Azahbru Kasra                    | Salomon Adam Thomasen         |
| Herreneinzel | Charles Fouyn                   | Muh Azahbru Kasra                    | Joonas Korhonen               |
| Dameneinzel  | Aalisha Naik                    | Liao Jui-chi                         | Jelena Buchberger             |
| Dameneinzel  | Aalisha Naik                    | Liao Jui-chi                         | Eng Ler Qi                    |
| Herrendoppel | Adrian Krawczyk Szymon Slepecki | Loh Ziheng Tan Zhi Yang              | Andrija Doder Sergej Lukić    |
| Herrendoppel | Adrian Krawczyk Szymon Slepecki | Loh Ziheng Tan Zhi Yang              | Viktor Petrović Mihajlo Tomić |
| Damendoppel  | Low Zi Yu Dania Sofea           | Noraqilah Maisarah Nur Aina Maisarah | Eva Stommel Aurelia Wulandoko |
| Damendoppel  | Low Zi Yu Dania Sofea           | Noraqilah Maisarah Nur Aina Maisarah | Chang Yun-jung Wang Li-hsuan  |
| Mixed        | Mihajlo Tomić Anđela Vitman     | Chen Hung-ming Chang Yun-jung        | Tan Zhi Yang Nicole Tan       |
| Mixed        | Mihajlo Tomić Anđela Vitman     | Chen Hung-ming Chang Yun-jung        | Tsai Cheng-han Wang Li-hsuan  |